# شاه چهارگوشه جهان

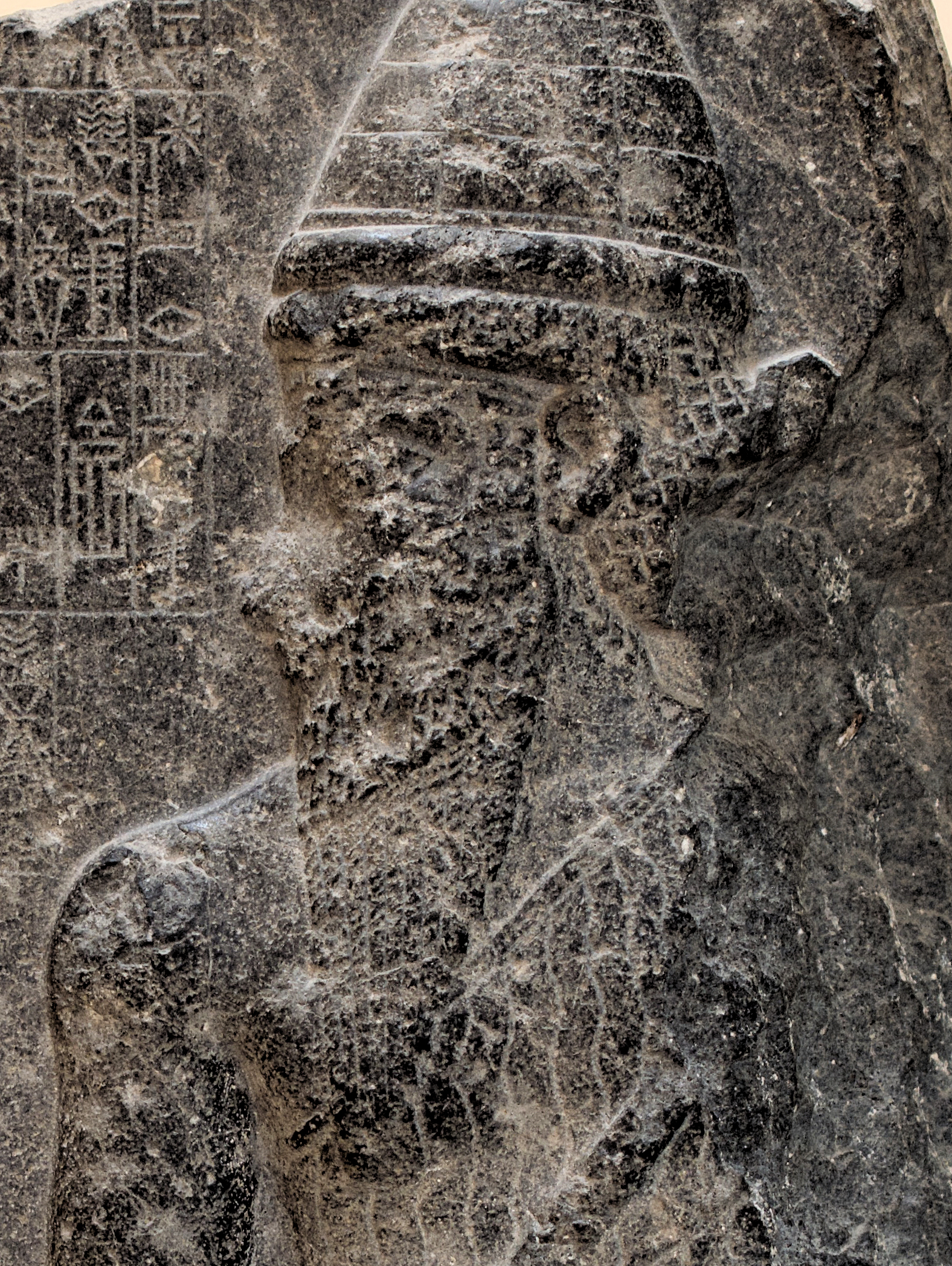
سنگ‌نگاره‌ای از نارام‌سین، پادشاه اکد که خود را در آن «شاه چهارگوشه جهان» نامیده‌است.

عنوان شاه چهار گوشه جهان، گاهی به شاه چهار گوشه آسمان نیز تعبیر می‌شود و اغلب به سادگی شاه چهار گوشه نیز گفته می‌شود، این عنوان وجهه بزرگی بود که شاهان قدرتمند بین‌النهرین باستان آن را ادعا می‌کردند. اگرچه اصطلاح «چهار گوشه جهان» به مکان‌های خاص جغرافیایی درون و نزدیک بین‌النهرین اشاره دارد، اما این مکان‌ها در زمان استفاده از عنوان برای نشان دادن مکانهای نزدیک لبه‌های واقعی جهان و به همین ترتیب عنوان باید به عنوان چیزی معادل «شاه همه جهان شناخته شده»، ادعای حاکمیت جهانی بر کل جهان و همه چیز در آن تفسیر می‌شد.
این عنوان برای اولین بار توسط نارام‌سین در امپراتوری اکدیان در قرن ۲۳ قبل از میلاد استفاده شد و بعداً توسط حاکمان سومری مورد استفاده قرار گرفت و پس از آن دیگر مورد استفاده قرار نگرفت؛ و بعدها بعنوان یک عنوان توسط تعدادی از حاکمان آشوری احیا شد، به ویژه در دوران امپراتوری آشوری نو برجسته شد. آخرین شاهی که این عنوان را ادعا کرد کوروش بزرگ اولین شاهنشاه هخامنشی بود، که پس از فتح بابل در سال ۵۳۹ پیش از میلاد خود را شاه چهارگوشه جهان خواند.
در میان حاکمان آشوری ممکن است عنوان شاه چهار گوشه از راه‌های عادی به ارث نرسیده باشد. از آنجا که این عنوان برای همه شاهان امپراتوری آشوری نو تصدیق نشده‌است و برای برخی فقط چندین سال از زمان سلطنت آنها تأیید شده‌است، ممکن است توسط هر شاه جداگانه کسب شود، احتمالاً از طریق انجام مبارزات نظامی موفق در هر چهار نقطه قطب‌نما عنوان مشابه پادشاه کائنات šar kiššatim(شاه همه چیز یا شاه جهان)، همچنین با ریشه اکدی و تأیید شده برای برخی از شاهان امپراتوری آشوری نو، ممکن است به هفت لشکرکشی موفق نیاز داشته باشد. تفاوت معنای دقیق این دو عنوان ممکن است در این باشد که «پادشاه جهان» ادعای قلمرو کیهان‌شناسی را می‌کند در حالی که «پادشاه چهار گوشه جهان» ادعای زمینی را مطرح می‌کند.

## وبگاه
- "British Museum - The Cyrus Cylinder". www.britishmuseum.org (به انگلیسی). Archived from the original on 19 January 2019. Retrieved 19 January 2019.
- "Livius - Cyrus Cylinder Translation". www.livius.org (به انگلیسی). Archived from the original on 19 January 2019. Retrieved 19 January 2019.
- Farrokh, Kaveh. "A New Translation of the Cyrus Cylinder by the British Museum". kavehfarrokh.org (به انگلیسی). Archived from the original on 19 January 2019. Retrieved 19 January 2019.
- "Epiphany - The Four Quarters of the World". www.binujohn.name (به انگلیسی). Archived from the original on 17 May 2017. Retrieved 17 May 2017.
- Yanli, Chen; Yuhong, Wu (2017). "The Names of the Leaders and Diplomats of Marḫaši and Related Men in the Ur III Dynasty". cdli.ucla.edu (به انگلیسی). Archived from the original on 20 January 2019. Retrieved 20 January 2019.